# BYD Flyer
El BYD Flyer era un vehículo de corte urbano del fabricante chino BYD Auto. Se trata de un hatchback de apenas 3,5 metros de largo con motor pequeño, pensado especialmente para moverse fácilmente en las grandes ciudades y gastando lo indispensable.
Emplea cabeza de 12 válvulas y consigue una potencia máxima de 66 HP, gracias al pequeño motor y al reducido peso del conjunto logra un rendimiento promedio de 23.8 KM/L.
El vehículo era vendido en 2010 sólo cuatro veces. El modelo fue reemplazado por el sucesor BYD F0.